# Kultisches Zentrum in Qarabağlar

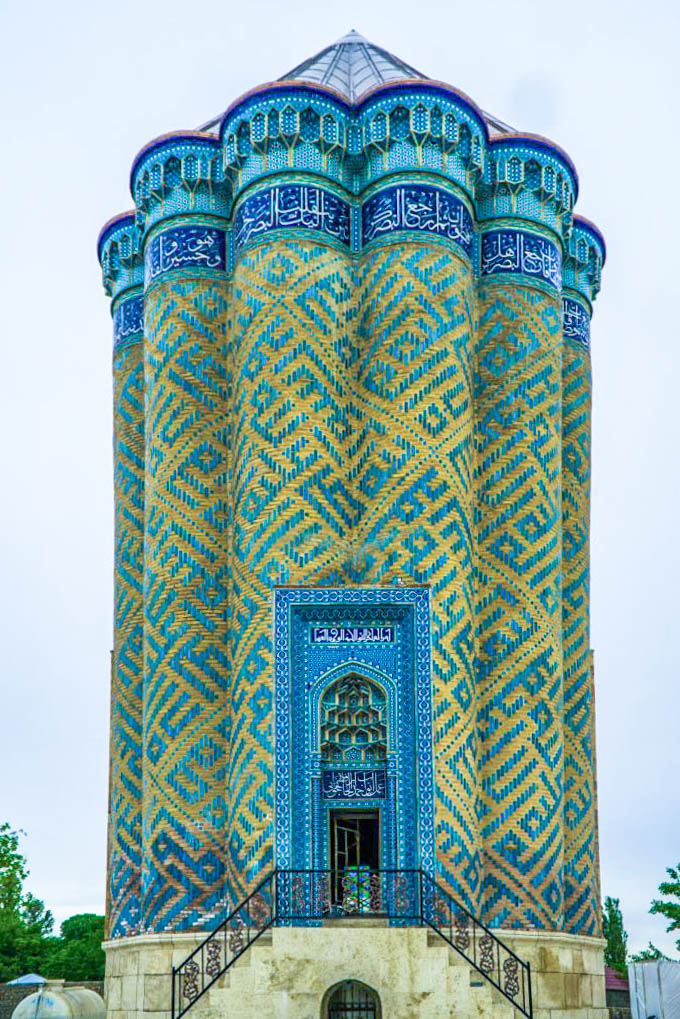
Kultisches Zentrum

Das Kultische Zentrum in Qarabağlar besteht aus einem Mausoleum und zwei Minaretten, von denen nur Ruinen erhalten sind. Es liegt am Rande des Dorfes Qarabağlar in Nachitschewan und ist der einzige Rest der früheren Stadt Qarabağlar. Die Minarette wurden vermutlich im 12. Jahrhundert errichtet, der Stil des Mausoleums verweist auf das 14. Jahrhundert. 

## Mausoleum
Das Mausoleum der Dschahan Kudi Chatun bildet den Kern des kultischen Zentrums. Das Gebäude besteht aus zwölf miteinander verflochtenen Halbzylindern, die auf einem mit Steinplatten ausgelegten Fundament ruhen. Die Fassade ist mit farbigen Kacheln geschmückt, die mit sandfarbenen Ziegeln ein quadratisches Netzmuster bilden, auf dem weiße Inschriften angebracht sind. Den Abschluss der Fassade bildet ein dunkelblaues Blattgewinde. Das Gesims, das Dach und das Gewölbe, die sich darüber befanden, sind nicht erhalten. 
Das Mausoleum besitzt vier Tore, die in die vier Himmelsrichtungen weisen. Die Tore nach Süden, Osten und Westen sind mit Dreiviertelsäulen und einem Stalaktitgewölbe verziert. An den gekachelten Türrahmen befinden sich Girlanden in kufischer Schrift. Am Süd- und Westtor finden sich außerdem Pflanzenornamente, am Osttor stattdessen geometrische Motive. Das Nordtor hat im Gegensatz zu den anderen eine tiefere Wandnische und teils vergoldete Kacheln. Die Wände sind mit Steinplatten verkleidet.

## Minarette
Nahe dem Mausoleum befindet sich ein Tor, an dessen Seiten je ein Minarett errichtet wurde. Beide haben längliche Sockel und einen Dreipass-Deckenabschluss. Der untere Teil der Minarette ist mit türkisfarbenen glasierten Kacheln verziert, die nach oben durch einen breiten Streifen arabischer Schrift abgeschlossen werden. Die Wendeltreppe des südlichen Minaretts beginnt auf Höhe des Erdgeschosses. Hinter dem Tor schloss sich ursprünglich ein Gebäude an, von dessen Dach die Wendeltreppe des nördlichen Minaretts zugänglich war.